# Eukrohnia kitoui
Eukrohnia kitoui är en djurart som tillhör fylumet pilmaskar, och som beskrevs av Kurodo 1981. Eukrohnia kitoui ingår i släktet Eukrohnia och familjen Eukrohniidae. Inga underarter finns listade i Catalogue of Life.